# Inauguracja pontyfikatu papieża Franciszka
Inauguracja pontyfikatu papieża Franciszka – religijne wydarzenie, które odbyło się 19 marca 2013 roku w Watykanie. Uroczystości które rozpoczęły się o 9:30 na placu Świętego Piotra, symbolizowały wstąpienie na tron papieski Franciszka, który został wybrany na konklawe 13 marca.
Władze Rzymu spodziewały się 1 mln uczestników uroczystości. W samej tylko mszy św. inauguracyjnej wzięło udział ponad 130 delegacji państwowych i religijnych oraz ok. 200 tys. wiernych. Eucharystię koncelebrowało kilkuset kardynałów, arcybiskupów i biskupów z całego świata.

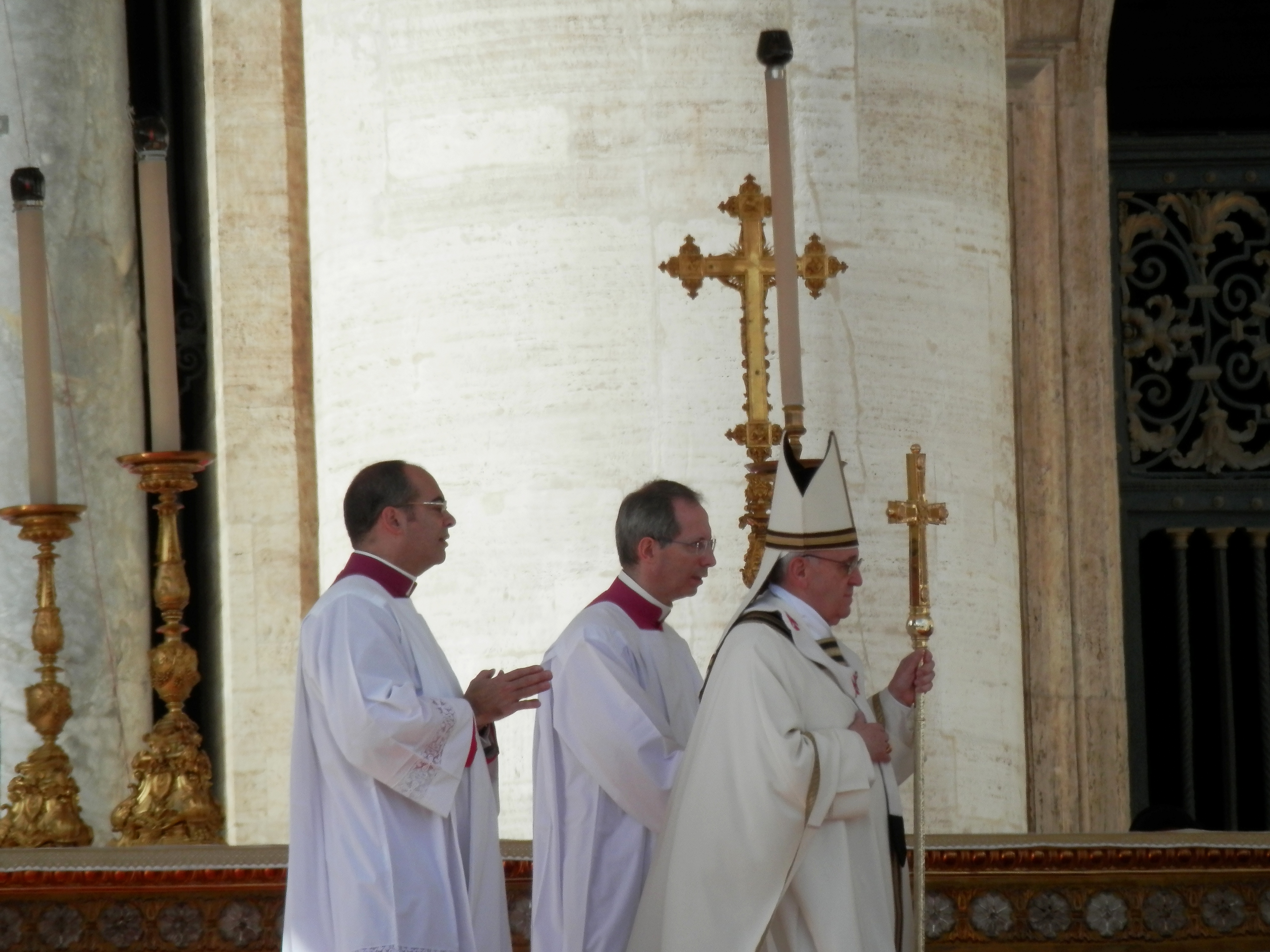
Inauguracja pontyfikatu papieża Franciszka – procesja

## Oficjalne delegacje

### Delegacje państwowe
| państwo                    | członkowie delegacji |
| -------------------------- | --- |
| Andora                     | współksiążę Joan Enric Vives Sicília |
| Argentyna                  | prezydent Cristina Fernandez de Kirchner |
| Austria                    | prezydent Heinz Fischer, kanclerz Werner Faymann, wicekanclerz Michael Spindelegger                                                                                    |
| Belgia                     | król Albert II, królowa Paola, premier Elio Di Rupo |
| Brazylia                   | prezydent Dilma Rousseff |
| Chile                      | prezydent Sebastián Piñera |
| Czechy                     | wicepremier i minister spraw zagranicznych Karel Schwarzenberg |
| Egipt                      | minister kultury Mohamed Saber Arab |
| Filipiny                   | wiceprezydent Jejomar Binay |
| Francja                    | premier Jean-Marc Ayrault |
| Hiszpania                  | następca tronu Filip Burbon |
| Holandia                   | następca tronu Wilhelm-Aleksander – książę Oranii, księżna Maxima |
| Honduras                   | prezydent Porfirio Lobo Sosa |
| Irlandia                   | prezydent Michael D. Higgins |
| Japonia                    | były premier Yoshiro Mori |
| Kanada                     | gubernator generalny David Lloyd Johnston |
| Liban                      | premier Nadżib Mikati |
| Litwa                      | prezydent Dalia Grybauskaitė |
| Luksemburg                 | wielki książę Henryk, wielka księżna Maria Teresa |
| Meksyk                     | prezydent Enrique Peña Nieto |
| Monako                     | książę Albert II, księżna Charlene |
| Niemcy                     | prezydent Joachim Gauck, kanclerz Angela Merkel |
| Peru                       | minister spraw zagranicznych Rafael Roncagliolo |
| Polska                     | prezydent Bronisław Komorowski, pierwsza dama Anna Komorowska, marszałek Senatu Bogdan Borusewicz, były prezydent Lech Wałęsa, szef kancelarii premiera Jacek Cichocki |
| Republika Chińska (Tajwan) | prezydent Ma Ying-jeou |
| Rosja                      | przewodniczący Dumy Państwowej Siergiej Naryszkin |
| Rumunia                    | prezydent Traian Băsescu |
| USA                        | wiceprezydent Joe Biden |
| Ukraina                    | wicepremier Kostiantyn Hryszczenko |
| Unia Europejska            | przewodniczący Komisji Europejskiej José Manuel Barroso, Przewodniczący Rady Europejskiej Herman Van Rompuy                                                            |
| Wenezuela                  | przewodniczący Zgromadzenia Narodowego Diosdado Cabello |
| Włochy                     | prezydent Giorgio Napolitano, premier Mario Monti |
| Zakon Maltański            | wielki mistrz Matthew Festing |
| Zimbabwe                   | prezydent Robert Mugabe. |

### Delegacje kościelne i innych religii
Kościoły wschodnie
Na inaugurację przybył honorowy zwierzchnik prawosławia, patriarcha Konstantynopola Bartłomiej I, oraz prawosławny metropolita wschodnioamerykański i nowojorski Hilarion.
W uroczystości udział wziął także katolikos Ormian Karekin II.
Kościoły zachodnie
W imieniu zwierzchnika Wspólnoty Anglikańskiej Justina Welby do Watykanu przybył John Sentamu, anglikański arcybiskup Yorku, obecny był również biskup Pierre Whalon, zwierzchnik Konwokacji Kościołów Episkopalnych w Europie.
Na inaugurację pontyfikatu Franciszka przybyli też przewodniczący Unii Utrechckiej Kościołów Starokatolickich, arcybiskup Utrechtu Joris Vercammen oraz przewodniczący Światowej Federacji Luterańskiej bp Munib A. Younan.
Inne religie
Na inauguracji byli obecni także przedstawiciele judaizmu, islamu, oraz religii wschodu.

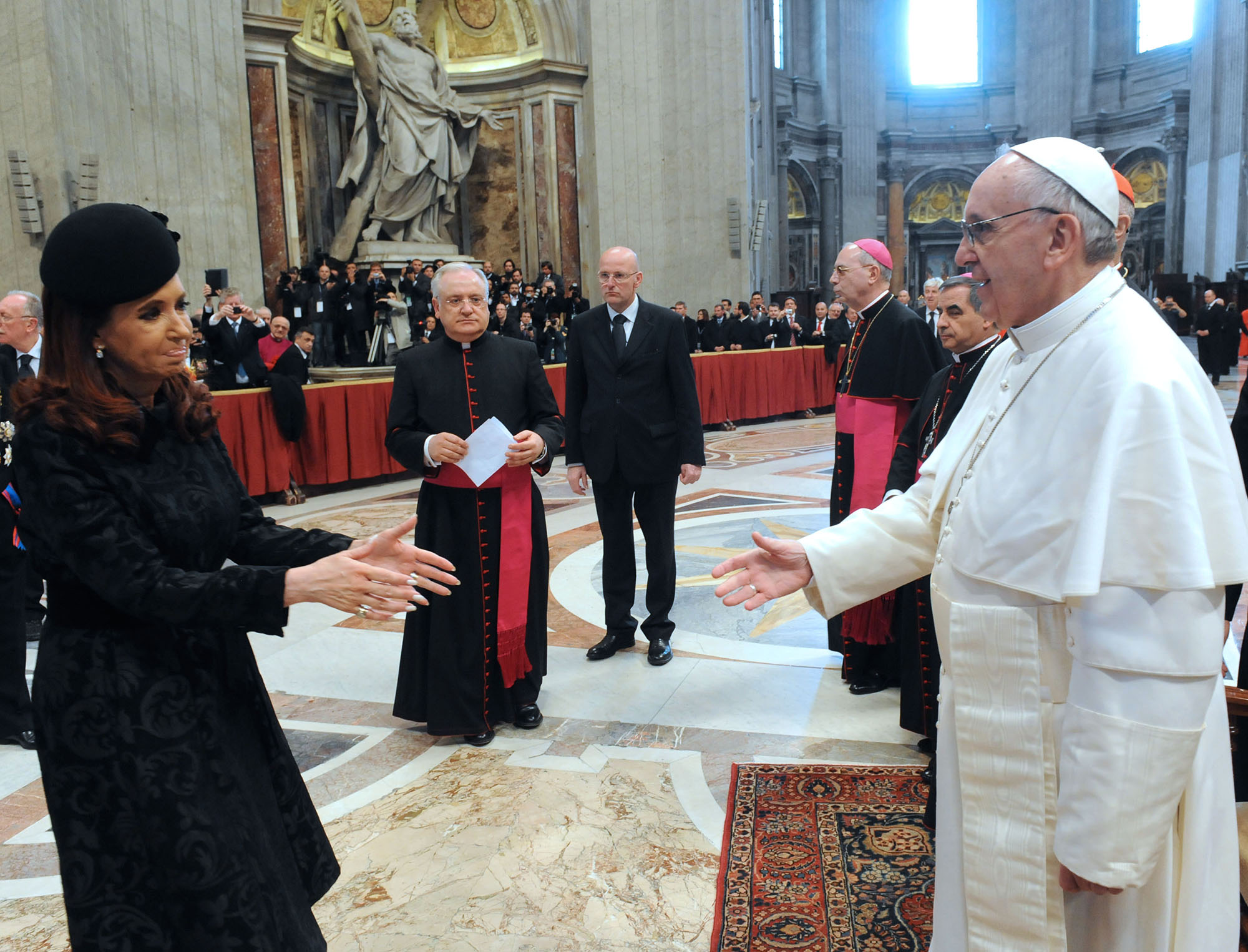
Spotkanie z głowami państw – na zdjęciu prezydent Argentyny Cristina Fernández de Kirchner

### Prośba papieża
Papież wystosował prośbę, aby delegacje i wierni nie przyjeżdżali, a pieniądze przeznaczono na cele charytatywne. Do tej prośby przychylił się rząd Flandrii i 30 tysięcy euro zostanie przeznaczone na cele dobroczynne.

## Przebieg uroczystości
Uroczystości rozpoczęły się od przejazdu papieża papamobile po placu św. Piotra. Następnie papież wrócił do bazyliki watykańskiej i udał się do grobu św. Piotra, by wraz z duchownymi złożyć hołd świętemu. Następnie papież wraz z kardynałami rozpoczął mszę św. na placu św. Piotra, gdzie kardynał protodiakon Jean-Louis Tauran nałożył papieżowi paliusz, a następnie kardynał-dziekan Angelo Sodano włożył na mu na palec Pierścień Rybaka. Po otrzymaniu tych insygniów, papież odebrał homagium od sześciu kardynałów, a następnie wygłosił homilię. Franciszek wymienił znak pokoju z Bartłomiejem I i Karekinem II. Po zakończeniu uroczystości papież wszedł do bazyliki i przed konfesją witał się z głowami państw.
Ostatnim obrzędem zamykającym inaugurację pontyfikatu Franciszka był ingres papieża do bazyliki św. Jana na Lateranie, który odbył się 7 kwietnia 2013.